# Kvarntjärnen (Gustav Adolfs socken, Värmland, 665843-139511)
Kvarntjärnen är en sjö i Hagfors kommun i Värmland och ingår i Göta älvs huvudavrinningsområde. Sjöns area är 0,011 kvadratkilometer och den är belägen 255 meter över havet.